# Matjaž
Matjaž ist eine slowenische Form des männlichen Vornamens Matthias.

## Bekannte Namensträger

### Vorname
- Matjaž Brumen (* 1982), slowenischer Handballspieler
- Matjaž Debelak (* 1965), slowenischer Skispringer
- Matjaž Erčulj (* 1977), slowenischer Poolbillardspieler
- Matjaž Kek (* 1961), slowenischer Fußballspieler und -trainer
- Matjaž Kladnik (* 1975), slowenischer Skispringer
- Matjaž Mlakar (* 1981), slowenischer Handballspieler
- Matjaž Poklukar (* 1973), slowenischer Biathlet
- Matjaž Rozman (* 1987), slowenischer Fußballtorwart
- Matjaž Smodiš (* 1979),  slowenischer Basketballspieler
- Matjaž Vrhovnik (* 1972), slowenischer Skirennläufer
- Matjaž Zupan (* 1966), slowenischer Skispringer und Skisprungtrainer

### Familienname
- Maksimilijan Matjaž (* 1963), slowenischer Geistlicher, Neutestamentler und römisch-katholischer Bischof von Celje